# エリカ (映画)
『エリカ』は、2026年公開予定の日本映画。監督は宮岡太郎、主演は望月歩、ヒロイン役は映画初出演の林芽亜里。
監督の宮岡が2008年開催の第21回東京学生映画祭で審査員特別賞を受賞した自主映画『連鎖』を原案に長編映画としてセルフリメイクした作品。
最愛の女性が想像を絶する苦難を抱えており、自らの命も危険な状況となっても、彼女を愛し続け、護り抜くことはできるのだろうかという「人が人を愛し抜くことの難しさ」という「極限の人間ドラマ」をテーマにしたサイコサスペンスが描かれる。

## キャスト
飯笹辰樹〈23〉
演 - 望月歩
「非モテ男」。偶然入ったカフェで店員のエリカと出会い一目惚れし、DV彼氏から救い出そうとする。
溝川エリカ〈20〉
演 - 林芽亜里
カフェの店員。彼氏・亮からDV を受け続け悩んでいる。
黒石亮
演 - 高尾颯斗（ONE N' ONLY）
エリカの彼氏。
飯笹由加
演 - 葉月くれあ
辰樹の妹。
佐川睦美
演 - 小泉萌香
辰樹のバイト先の店員。
黒石徹
演 - 藤原樹（THE RAMPAGE）
亮の兄。

## スタッフ
- 監督 - 宮岡太郎
- 脚本 - 井上テテ[5]
- 撮影 - 山本周平 [5]
- 配給 - S・D・P[5]